# Ministère des Finances (Yémen)
Pour les autres articles nationaux ou selon les autres juridictions, voir Ministère des Finances.
Le ministère des Finances (arabe : وزارة المالية) est le département ministériel du gouvernement yéménite chargé de veiller à la bonne gestion des finances de l'État.

## Liste des ministres
| Début             | Fin               | Ministre              | Gouvernement                                                                               |
| ----------------- | ----------------- | --------------------- | ------------------------------------------------------------------------------------------ |
| 19 septembre 2019 | En poste          | Salem Saleh ben Braik | Gouvernement Maïn Abdelmalek Saïd (1) Gouvernement Maïn Abdelmalek Saïd (2)                |
| 18 septembre 2016 | 19 septembre 2019 | Ahmed Obaid al-Fadhli | Gouvernement Ahmed ben Dagher Gouvernement Maïn Abdelmalek Saïd (1)                        |
| 11 octobre 2015   | 18 septembre 2016 | Munasar al-Qaiti      | Gouvernement Khaled Bahah (1) Gouvernement Ahmed ben Dagher                                |
| 11 juin 2014      | 9 juin 2015       | Mohamed Zimam Marem   | Gouvernement Mohamed Basindawa Gouvernement Khaled Bahah (1) Gouvernement Khaled Bahah (2) |
| 3 janvier 2012    | 11 juin 2014      | Sakher al-Wajih       | Gouvernement Mohamed Basindawa                                                             |

## Annexe